# Henryk Duczmal
Henryk Wojciech Duczmal (ur. 23 kwietnia 1908 w Krotoszynie, zm. 14 sierpnia 1977 w Poznaniu) – dyrygent, dyrektor teatru, pedagog. Ojciec dyrygentki Agnieszki Duczmal.

## Życiorys
Egzamin dojrzałości zdał w Państwowym Gimnazjum Klasycznym im. H. Kołłątaja w Krotoszynie w 1927. Przez rok pracował w Zarządzie Miejskim i grał w założonym przez siebie zespole zarabiając na studia.
W 1933 roku ukończył studia na Wydziale Pedagogicznym Konserwatorium Muzycznego w Poznaniu. Studiował też na Uniwersytecie Poznańskim. Dyplom muzyka uzyskał w roku 1934 z wynikiem bardzo dobrym. Do 1939 roku był w Poznaniu nauczycielem muzyki i chórmistrzem. Za tajne nauczanie został wysiedlony przez hitlerowców na Kielecczyznę i uwięziony w obozach w Seelow i Dabendorf.
Po wyzwoleniu przyjechał do rodzinnego Krotoszyna, gdzie mieszkał do 1949. Tam w latach 1945-50 pracował jako nauczyciel śpiewu, założył kilka zespołów chóralnych i muzycznych – pełnił również funkcję kierownika Referatu Kultury i Sztuki.
W 1949 powrócił do Poznania. Był dyrektorem stworzonej przez siebie Miejskiej Szkoły Umuzykalniającej oraz członkiem Powiatowej Rady Narodowej. Uczył w Państwowej Szkole Muzycznej, a później także w Szkole Baletowej w Poznaniu.
W latach 1950-55 pełnił funkcję dyrektora i był jednym z dyrygentów Symfonicznej Orkiestry Objazdowej Towarzystwa Filharmonii Robotniczej w Poznaniu. Od roku 1955 pełnił obowiązki kierownika muzycznego poznańskiej rozgłośni Polskiego Radia. W tym okresie założył też zespół radiowy pod nazwą Kapela Wojciecha Surdyka (Surdyk: pseudonim ludowy) z którą nagrał ponad 250 opracowanych przez siebie melodii wielkopolskich, które weszły do rodzimego folkloru. W latach 1956-1958 był dyrektorem „Estrady”.
Od 15 sierpnia 1958 do 31 marca 1962 sprawował funkcję dyrektora Operetki Poznańskiej; w tym czasie zmodernizował budynek teatru, powiększył widownię i poszerzył kanał orkiestrowy. Od 1961 pracował w Szkole Baletowej w Poznaniu i szkołach muzycznych Poznania. Od 1 lutego 1962 do 31 sierpnia 1964 był dyrektorem administracyjnym poznańskiej Opery Poznańskiej.
W latach 1964-1970 był dyrektorem Poznańskiej Ogólnokształcącej Szkoły Muzycznej I stopnia  im. H. Wieniawskiego. Za jego czasów w roku szkolnym 1966/67 rząd wdrożył reformę szkolnictwa: m.in. wydłużono naukę w szkołach podstawowych o jeden rok. Od 1 września 1966 roku do 31 sierpnia 1969 dyrektor Sekcji Chóralnej Państwowej Podstawowej Szkoły Muzycznej (PPSM) nr 1 w Poznaniu.

## Życie prywatne
Był synem Józefa Duczmala, rzemieślnika i Joanny z Bączkowskich, mężem Leokadii z domu Surdyk (ślub 18 lipca 1933), ojcem dyrygentki Agnieszki Duczmal i profesora chemii Wojciecha.
Zmarł 14 sierpnia 1977 w Poznaniu, gdzie został pochowany na cmentarzu Górczyńskim.

## Nagrody i odznaczenia
- Odznaka „Zasłużony Działacz Kultury”
- Odznaka Honorowa Miasta Poznania
- Krzyż Kawalerski Orderu Odrodzenia Polski
- Złota Odznaka Honorowa z Laurem Zjednoczenia Polskich Zespołów Chóralnych i Instrumentalnych
- Medal za wybitną działalność artystyczną, przyznany przez niemieckie miasto Dahme